# Los Verdes (Suiza)
Los Verdes - Partido Ecologista Suizo (en alemán: Die Grünen - Grüne Partei der Schweiz; en francés: Les Verts - Parti écologiste suisse; en italiano: I Verdi - Partito ecologista svizzero; en romanche: La Verda - Partida ecologica svizra) es un partido político ecologista de Suiza, miembro del Partido Verde Europeo.

## Historia
El Partido Verde de Suiza fue fundado como un partido local en 1971 en la ciudad de Neuchâtel. En 1979, Daniel Brélaz es elegido al Consejo Nacional como primer diputado verde a nivel nacional y a nivel europeo. En los años posteriores se fundaron otros partidos regionales en diversas ciudades.
En 1983 se crean dos federaciones nacionales de partidos verdes. En mayo del mismo año, los diversos grupos de verdes locales se reúnen en la ciudad de Friburgo para formar la Federación de Partidos Verdes de Suiza. En junio algunos grupos alternativos de izquierda van a formar el Partido Alternativo Verde de Suiza en Berna. En 1990 fracasa el proyecto de unir estas organizaciones. Posteriormente, algunos miembros de la Alternativa Verde se adhieren a la Federación de Partidos Verdes, que se había convertido ya en el Partido Verde nacional. En 1993 la Federación de Partidos Verdes cambia su nombre a Partido Verde de Suiza.
En 1986 se eligen los primeros verdes a la cabeza de un gobierno cantonal, en el Consejo Ejecutivo del cantón de Berna. En 1987 el Partido Verde de Suiza se fusiona con el Partido Verde Europeo. Desde entonces, su éxito a nivel político ha sido importante, de modo que en las elecciones federales de 2007 alcanzaron el 10% de los votos y lograron 20 escaños en el Consejo Nacional, convirtiéndose en el quinto partido político a nivel federal. Sin embargo, en las elecciones de 2011, el partido sufrió de la fundación de un nuevo partido ecológico, los Verdes Liberales, de mentalidad un poco más centrista. Además, tras la catástrofe de Fukushima, los demás partidos políticos - con excepción de la Unión Democrática de Centro - adoptaron un discurso ecologista o en favor de la ecología. Así se explica la pérdida de cinco escaños con respecto a la legislatura anterior.

## Política
El énfasis tradicional de la política del partido se basa en el ambientalismo y la política de transporte. A nivel de la política exterior, defienden la apertura y el pacifismo. En política económica son de tendencia centro-izquierdista. La mayoría de los Verdes apoyan la adhesión de Suiza a la Unión Europea.

## Resultados electorales
| Año  | Votos        | %      | Consejo Nacional | +/- | Consejo de los Estados | +/- |
| ---- | ------------ | ------ | ---------------- | --- | ---------------------- | --- |
| 1975 | 1.246 (#15)  | 0,1%   | 0/200            |     | 0/44                   |     |
| 1979 | 11.583 (#12) | 0,6%   | 1/200            | 1   | 0/46                   |     |
| 1983 | 37.079 (#10) | 1,9%   | 3/200            | 2   | 0/46                   |     |
| 1987 | 94.378 (#5)  | 4,9%   | 9/200            | 6   | 0/46                   |     |
| 1991 | 124.149 (#5) | 6,1%   | 14/200           | 5   | 0/46                   |     |
| 1995 | 96.069 (#5)  | 5,0%   | 8/200            | 6   | 0/46                   |     |
| 1999 | 96.807 (#5)  | 5,0%   | 8/200            |     | 0/46                   |     |
| 2003 | 156.226 (#5) | 7,4%   | 13/200           | 5   | 0/46                   |     |
| 2007 | 222.206 (#5) | 9,6%   | 20/200           | 7   | 2/46                   | 2   |
| 2011 | 205.984 (#5) | 8,4%   | 15/200           | 5   | 2/46                   |     |
| 2015 | 177.944 (#5) | 7,1%   | 11/200           | 4   | 1/46                   | 1   |
| 2019 | 319.988 (#4) | 13,24% | 28/200           | 17  | 5/46                   | 4   |
| 2023 | 249.892 (#5) | 9,78%  | 23/200           | 5   | 3/46                   | 2   |